# Лузгин, Михаил Васильевич
Михаи́л Васи́льевич Лузги́н (2 (14) ноября 1899, Витебск, Витебская губерния, Российская империя — 28 сентября 1942, под Сталинградом, СССР) — русский и советский писатель, литературовед, журналист.

## Биография
Родился 2 (14) ноября 1899 года в Витебске (тогда Витебская губерния, Российская империя, ныне Белоруссия) в семье чиновника. Окончил 7 классов гимназии, с 1918 года работал в газетах, в 1919 году призван в Красную армию, сначала служил рядовым красноармейцем, затем стал политруком в частях 5-й армии, после работал редактором в ряде газет и журналов («Армейский политработник», «Революция и война», «Красная присяга»), в том же году вступил в ВКП(б). С 1924 года работает политредактором в Высшем Военно-Редакционном Совете в Москве.
В 1926 году вступает в РАПП, с 1927 года — заместитель редактора журнала «Октябрь», в 1931 году устроился на работу ответственным секретарём Ленинградской ассоциации пролетарских писателей. В 1936 году стал одним из редакторов книги «Болшевцы», одной из целей которой была популяризация наркома НКВД Генриха Ягоды. В сентябре 1936 года Ягода был снят с должности, в марте 1937 года арестован, в следующем году расстрелян. Экземпляры книги изъяли и уничтожили.
Участник Великой Отечественной войны, добровольцем отправился на фронт; в конце 1941 года назначен в редакцию газеты 43-й армии «Защитник Отечества», но через месяц, в декабре 1941 года, направлен военным корреспондентом газеты 64-й Армии «За Родину!». В 1942 году стал старшим политруком. Получив редакционное задание, описывал ход Сталинградской битвы и был убит 28 сентября 1942 года на командном пункте 64-й армии осколком снаряда. Могила находится на правом берегу Волги, в районе Бекетовки. По некоторым данным, позже останки перезахоронили в большой братской могиле на Мамаевом кургане.

## Творчество
Дебютировал в 1918 году, но первая серьёзная работа опубликована в журнале «Прожектор». Автор ряда рассказов о установлении советской власти в деревне («В лесах» (1925), «Будни товарища Елизарова» (1926) и др.), повестей о новых человеческих отношениях («Хуторяне» (1927) и др.), произведений для детей («Голуби» (1939) и др.), произведений о войне («Возвращение. Фронтовые записки» (1942), «Здешний ветер» (1950, опубл. посмертно)). Написал несколько статей по вопросам литературы и книгу «За боевой художественный очерк» (Л., 1931).
В деревне перед коллективизацией разворачивается классовая борьба: молодёжь — «сыновья» — борются за новый строй и уклад жизни, а старшее поколение — «отцы» — жёстко отстаивают старое, применяя любые методы — поджог (повесть «Хуторяне»), открытое убийство («Рассказ о простом»), убийство из-за угла (повесть «Граммофон»).
Среди недостатков творчества Лузгина отмечали фельетонность «манеры», однообразие языка, схематизм построения произведения.